# Didier Leschi
Pour les articles homonymes, voir Leschi.
Didier Leschi, né le 5 avril 1959 à Paris, est un haut fonctionnaire français, spécialiste des questions relatives aux cultes et à la laïcité. Il est directeur général de l'Office français de l'immigration et de l'intégration (OFII) depuis 2015 et président de l’Institut d'étude des religions et de la laïcité (IREL) depuis 2018.
Ancien militant d'extrême gauche, il participe à plusieurs cabinets ministériels notamment sous la direction de Jean-Pierre Chevènement.

## Biographie
Lycéen engagé à gauche, Didier Leschi manifeste devant les usines Renault après l’assassinat du militant maoïste Pierre Overney, milite contre la guerre du Viêt Nam ou encore contre la révision entreprise par Michel Debré des conditions du sursis militaire en 1973. Il est un des principaux animateurs des coordinations lycéennes de la fin des années 1970 et directeur de publication du journal Effervescences lycéennes. Exclu de son lycée, il apprend le métier de compositeur-typographe comme apprenti dans l'enseignement technique, et travaille dans l'imprimerie tout en restant animateur de la coordination permanente lycéenne avec Christophe Ramaux.
Après le mouvement lycéen de 1973, Didier Leschi adhère à l'organisation communiste Révolution ! scission de Ligue Communiste (trotskiste) créée en 1971. Cette organisation va, en 1977, fusionner avec une organisation  issue du PSU, la Gauche ouvrière et paysanne dirigée par Alain Lipietz, François Gèze et Alain Rist pour fonder l'Organisation communiste des travailleurs (OCT). Hostile à ce regroupement, avec quelques militants de l'OCT, dont Jean-François Jousselin et Michel Taubmann, il rejoint la même année les Comités communistes pour l'autogestion (CCA), trotskistes autogestionnaires, résultat de la fusion entre un courant de la LCR (Auteur d'un texte de référence "La civilisation au carrefour, la Ligue au feu rouge") animé par Robi Morder, François Morvan, et Gilles Casanova et de la tendance "B" du PSU du congrès de 1976, constituée par l'AMR (Alliance Marxiste Révolutionnaires) de Maurice Najman, Michel Fiant, Gilbert Marquis. En 1982, il fait partie de la minorité des CCA qui adhère à la LCR, puis rejoint dans ce cadre, par la suite le CERES, le courant des proches de Jean-Pierre Chevènement au sein du Parti socialiste, en 1985. Il conduit les syndicalistes proches de ce courant à rejoindre l'UNEF-ID en 1987 après le succès du mouvement contre le projet Devaquet en 1986. Il sera président de la commission de contrôle de l'UNEF-ID, puis vice-président de 1987 à 1989. En 1988, il est élu au CNESER. Il revient sur cette expérience des années 80 dans un ouvrage intitulé Rien que notre défaite paru en 2017.
Il obtient une maîtrise de droit privé et deux DEA en histoire contemporaine et en sciences politiques et commence sa carrière en tant que chargé de mission, de 1988 à 1991, au cabinet du ministre de la Défense Jean-Pierre Chevènement. De 1991 et 1994, il est aux côtés du député de Côte-d’Or Roland Carraz. Il collabore de nouveau avec Jean-Pierre Chevènement alors qu'il dirige le Mouvement des citoyens en tant que chargé de mission (1995-1997), puis rejoint son cabinet au ministère de l’Intérieur, entre 1997 et 1999. Chargé des questions de jeunesse pour le MDC, il confie en 2017 : « J’ai adhéré à Chevènement plus qu’au PS : pour moi, il était le partisan de l’union de la gauche, l’artisan du programme commun. »
Chef de cabinet, entre 1999 et 2002, du préfet d'Île-de-France Jean-Pierre Duport, il est chargé de mission pour la politique de la ville auprès des préfets de la région Rhône-Alpes, entre 2002 et 2004, Michel Besse puis Jean-Pierre Lacroix. Chef du bureau central des cultes au ministère de l’Intérieur entre juillet 2004 et mai 2008, il assiste à l’émergence du futur Conseil français du culte musulman et échange avec l'islamologue Jacques Berque, lui aussi membre du MDC.
Chef du service de l’accès au droit et à la justice et de la politique de la ville au ministère de la Justice de 2008 à 2013, il est, de 2013 à 2016, préfet pour l’égalité des chances auprès du préfet de la Seine-Saint-Denis, Christian Lambert, puis Philippe Galli.
Il est nommé fin décembre 2015 directeur général de l'Office français de l'immigration et de l'intégration (OFII),.
Spécialiste des cultes en France et de la laïcité, il est marqué par l'affaire de Creil en 1989 et continue à s'intéresser à cette thématique à laquelle il consacre deux livres.
En janvier 2018, il est nommé pour quatre ans président de l’Institut européen en sciences des religions, centre d’expertise sur les questions religieuses créé en 2002 qui fait partie de l’École pratique des hautes études (EPHE). En poste pour une durée de quatre ans, il y succède à Dominique Borne, en poste depuis 2005.
En 2021, il fait office de médiateur entre le gouvernement et trois militants,, dont un prêtre, qui ont entamé une grève de la faim à Calais pour dénoncer les conditions de vie imposées aux migrants,.
En 2022, il prend la présidence de la Commission d'enquête indépendante sur la pédophilie au sein de la métropole orthodoxe de France (CIPMOF) , convoquée après la révélation de faits de pédocriminalité au sein du monastère orthodoxe de La Dalmerie. Celle-ci rend public son rapport deux ans plus tard.

## Décorations
- Officier de l'ordre national du Mérite (2022)
- Médaille de la sécurité intérieure, or (2023)[17]

## Publications
- Misère(s) de l'islam de France, Paris, éditions du Cerf, coll. « Actualité », 13 janvier 2017, 164 p. (ISBN 978-2-204-11748-7), réédition avec une préface inédite, Poche Politique LeXio, 2020.
- Rien que notre défaite, Paris, Éditions du Cerf, 2018[18]
- De la République des défunts, Tract de crise, Gallimard, avril 2020
- Ce grand dérangement : l'immigration en face, Tract Gallimard, n°22, novembre 2020, nlle édition augmentée 2023.